# Tyrani Heraklei Pontyjskiej

## TyraniHeraklei Pontyjskiej
- Klearchos I (tyran 364-352 p.n.e.)
- Satyros (352-345; abdykował, zmarł 345) [brat]
- Tymoteusz (345-337) [syn Klearcha I]
- Dionizjusz Dobry (koregent 345-337; samodzielnie 337-305) [brat]
- Amastris (305-301; zmarła ok. 284) [wdowa]
- Klearchos II (301-284) [syn Dionizjusza Dobrego i Amastris]
- Oksatres (koregent 301-284) [brat]
- Zależność od Lizymacha 284-281 p.n.e.
- Arsinoe (284-281; usunięta, zmarła 270) [córka Ptolemeusza I Sotera, króla Egiptu; żona Lizymacha]
- Wolne miasto 281-ok. 36 p.n.e.
- Zależność od Rzymu 90-ok. 36 p.n.e.
- Administracja rzymska 70-48 p.n.e.
- Adiatoryks (ok. 36-30) [syn Domnilausa, tetrarchy Tolistoagów]
- Podbój przez Rzym 30 p.n.e.